# Ordre des avocats de Nîmes
Barreau de Nîmes
L'ordre des avocats (ou barreau) de Nîmes est une organisation professionnelle d'avocats refondée en 1810. 

## Historique
Dans la seconde moitié du XIXe siècle, selon Raymond Huard, les avocats de la ville représentent l’une des catégories socioprofessionnelles dont l’activité politique et culturelle est la plus grande au sein de la société nîmoise ; il cite au premier chef Adolphe Crémieux, Ferdinand Béchard ou Émile Reinaud.
L'ordre connaît une forte croissance au tournant du XXIe siècle, passant de 150 membres en 1993 à 380 en 2019.
En 2017, il se dote d'un incubateur.